# برونو كورتيز
برونو كورتيز (بالبرتغالية: Bruno Cortês‏) (مواليد 11 مارس 1987) هو لاعب كرة قدم. يلعب مع منتخب البرازيل لكرة القدم منذ عام 2011.

## وصلات خارجية
- برونو كورتيز على موقع الاتحاد الدولي (مؤرشف)  (الإنجليزية)
- برونو كورتيز على موقع رابطة كرة القدم اليابانية للمحترفين (اليابانية)
- برونو كورتيز على موقع قاعدة بيانات كرة القدم.إي يو (الإنجليزية)
- برونو كورتيز على موقع ناشيونال فوتبول تيمز (الإنجليزية)
- برونو كورتيز على موقع Soccerway.com (الإنجليزية)
- برونو كورتيز على موقع عالم كرة القدم.نت (الإنجليزية)
- برونو كورتيز على موقع كووورة
- برونو كورتيز على موقع AS.com (الإسبانية)

- National Football Teams